# Барнс, Джимми
Джимми Барнс (англ. Jimmy Barnes; настоящее имя Джеймс Диксон Сван (англ. James Dixon Swan); род. 28 апреля 1956, Глазго, Шотландия) — австралийский рок-музыкант, автор песен.

## Биография
В 1961 году его семья переехала в Австралию. Занимал место Бона Скотта в группе Fraternity. В 1973—1983 годах Барнс выступал в составе Cold Chisel — группа выпустила шесть альбомов, занявших почетное первое место. В 1983 году группа распалась. Всего было продано 3 млн альбомов.
С 1980-х годов занялся сольной карьерой. В 1994 году продал большую часть своего имущества, чтобы заплатить налоговые долги и переехал во Францию. В 1997 Барнс вернулся в Австралию. В сентябре 2000 года был включён в список артистов, выступивших на закрытии Олимпиады в Сиднее.

### Семья
- Отец — Джим Сван (Jim Swan) — чемпион по боксу города Глазго.
- Старший брат — Джон Сван (John Swan) — рок-певец.

## Альбомы
- Bodyswerve (1984) — дебютный сольный альбом
- For the Working Class Man (1985)
- Freight Train Heart (1987) — Джимми Барнс считает его своим самым лучшим альбомом. Выпущен компанией Geffen, песни были записаны с Джимом Валленсом, Тони Броком, Рэнди Джексоном и Джонатаном Кэйном
- Barnestorming (1988)
- Two Fires (1990)
- Soul Deep (1991) — самая коммерчески успешная работа
- Heat (1993)
- Flesh and Wood (1993) — акустический альбом, записан с помощью The Badloves, Джо Кокера, Росса Уилсона, Томми Эммануэля, Diesel, Дона Уолкера, Деборы Конуэй и Арчи Роуча
- Psyclone (1995)
- Hits Anthology (1996)
- Love and Fear (1999)
- Soul Deeper (2000)
- Raw (2001)
- Double Jeopardy (2002)
- Live (Unplugged) at the Chapel (2002)
- Soul Deeper Live at the Basement (2003)
- Double Happiness (2005)
- In the Heat of the Night (2006)
- 50 (box set) (2007)
- Max Sessions (2007)
- Out in the Blue (2007)
- The Rhythm and the Blues (2009)